# Metahadzia acutus
Metahadzia acutus is een vlokreeftensoort uit de familie van de Hadziidae. De wetenschappelijke naam van de soort is voor het eerst geldig gepubliceerd in 1978 door Andres.